# 占巴塞皇宫饭店
占巴塞皇宫饭店（英語：Champasak Palace Hotel），是位于老挝占巴塞省巴色市中心的一座酒店，占巴塞王國親王文翁曾計劃將此酒店作爲自己的居住地。然而在1974年時，因为老撾王國政權被巴特寮推翻，而導致自己不得不放棄這一計劃。在巴特寮成功建立老撾人民民主共和國政權後，这座建筑在不久之後便竣工，并作为共产党代表大会的会场以及来访政要的住所。1995年，一家泰国公司与老挝政府谈判成功后，这座宫殿被改建为酒店。